# Dubautia kalalauensis
Dubautia kalalauensis là một loài thực vật có hoa trong họ Cúc. Loài này được B.G.Baldwin & G.D.Carr mô tả khoa học đầu tiên năm 2005.